# ジャパドック

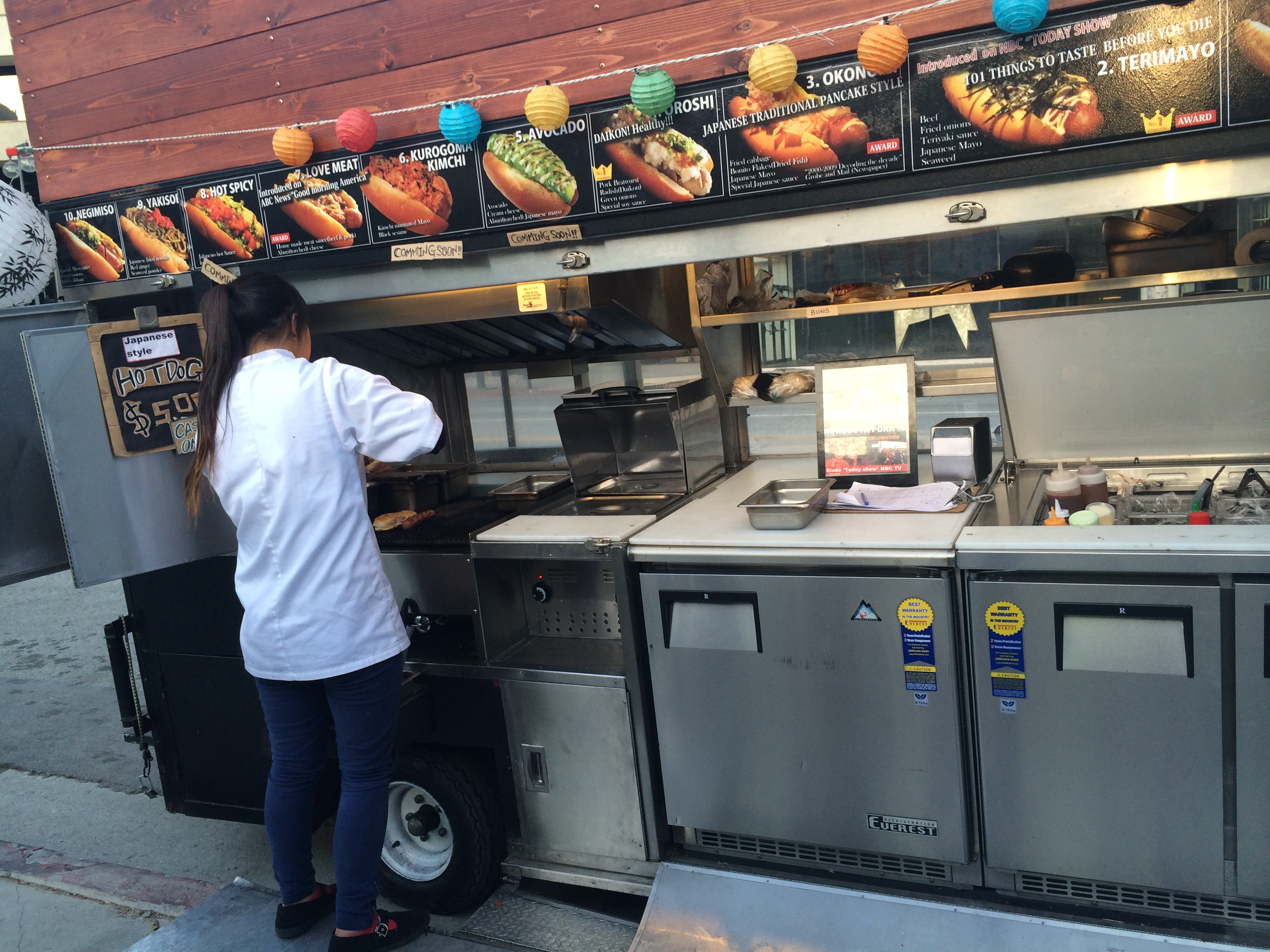
ロサンゼルスのジャパドッグカート

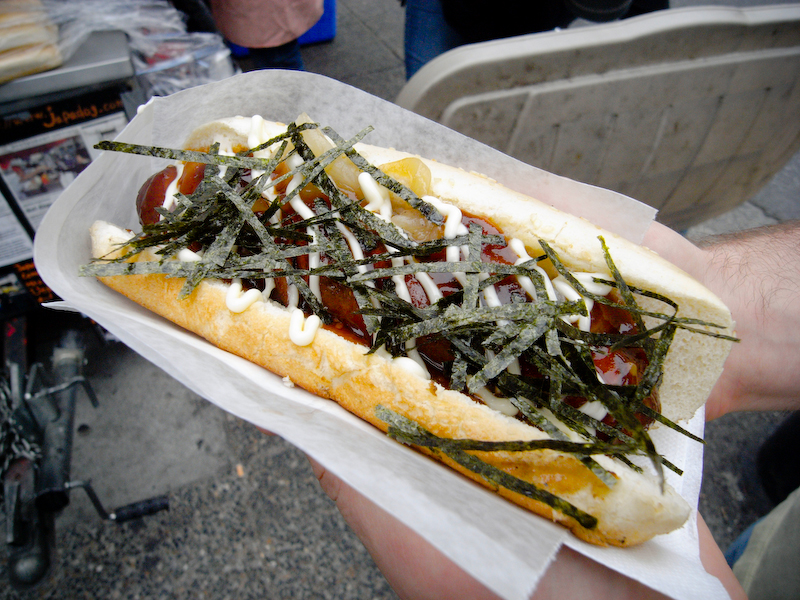
ジャパドッグの「テリマヨ」ホットドッグ

ジャパドック(Japadog)は、2005年にオープンしたカナダのブリティッシュ・コロンビア州バンクーバー、トロント、カリフォルニア州のサンタモニカに4店舗と6台のキッチンカーを擁するストリートフードの屋台とレストランの小さなチェーンである。2013年に閉店したニューヨーク市にも店舗があった。
お好み焼き、焼きそば、照り焼き、とんかつのような和食のバリエーションを含むホットドッグを専門とするこのチェーンは、田村紀樹が所有している。

## 歴史
田村夫妻は2005年にバンクーバーに引っ越し、同年最初のジャパドッグスタンドをオープンした。
2009年の夏にバンクーバーに 2 番目のスタンドがオープンした。2010 年には、バンクーバーにある 3 つのモバイル・スタンドを拡大し、座席のあるレストランをオープンして、デザートや独自のフライドポテト、いわゆる「シェイクドポテト」などの追加アイテムを提供できるようになった。キッチンスタッフは、調理済みのフライドポテトを紙袋に入れ、調味料を入れ、コーティングされるまで振って準備する。
カリフォルニア州サンタモニカの桟橋にもトレーラーの店がある。